# Creise
Der Creise ist ein 1100 Meter hoher Berg in den schottischen Highlands. Die Bedeutung des gälischen Namens ist unklar. Eine Vermutung ist, dass der Name von creas, einem alten gälischen Wort für eng, schmal abgeleitet sein könnte. Der Berg liegt im Gebiet der Council Area Highland. Er ist seit 1981 als Munro eingestuft, als eine Neuvermessung ergab, dass der Creise der höchste Punkt des mehrere Gipfel aufweisenden Massivs ist. Zuvor war der 1097 Meter hohe Clach Leathad (gälisch etwa für steiniger Abhang) als höchster Gipfel und damit als Munro eingestuft worden.

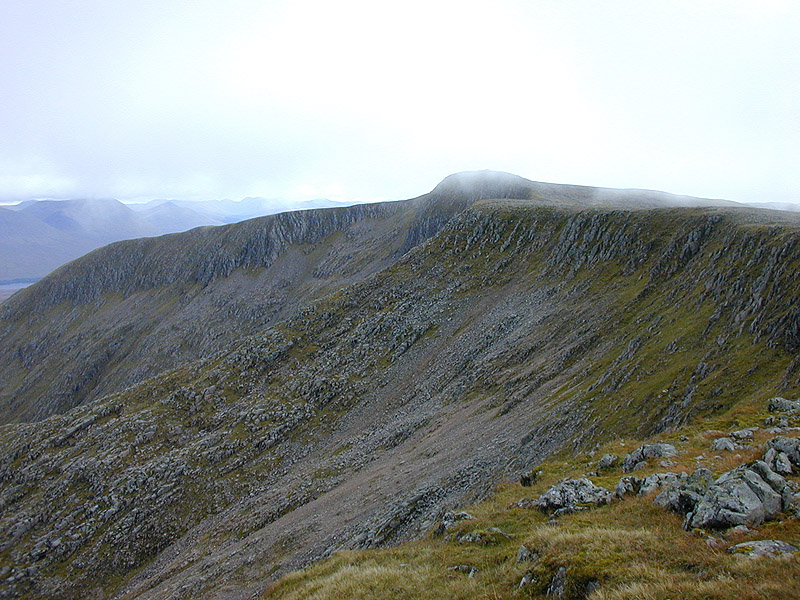
Blick vom Gipfel des Creise entlang des Gipfelgrats nach Süden zum Clach Leathad, im Vordergrund der Verbindungsgrat zum Meall a’ Bhùiridh

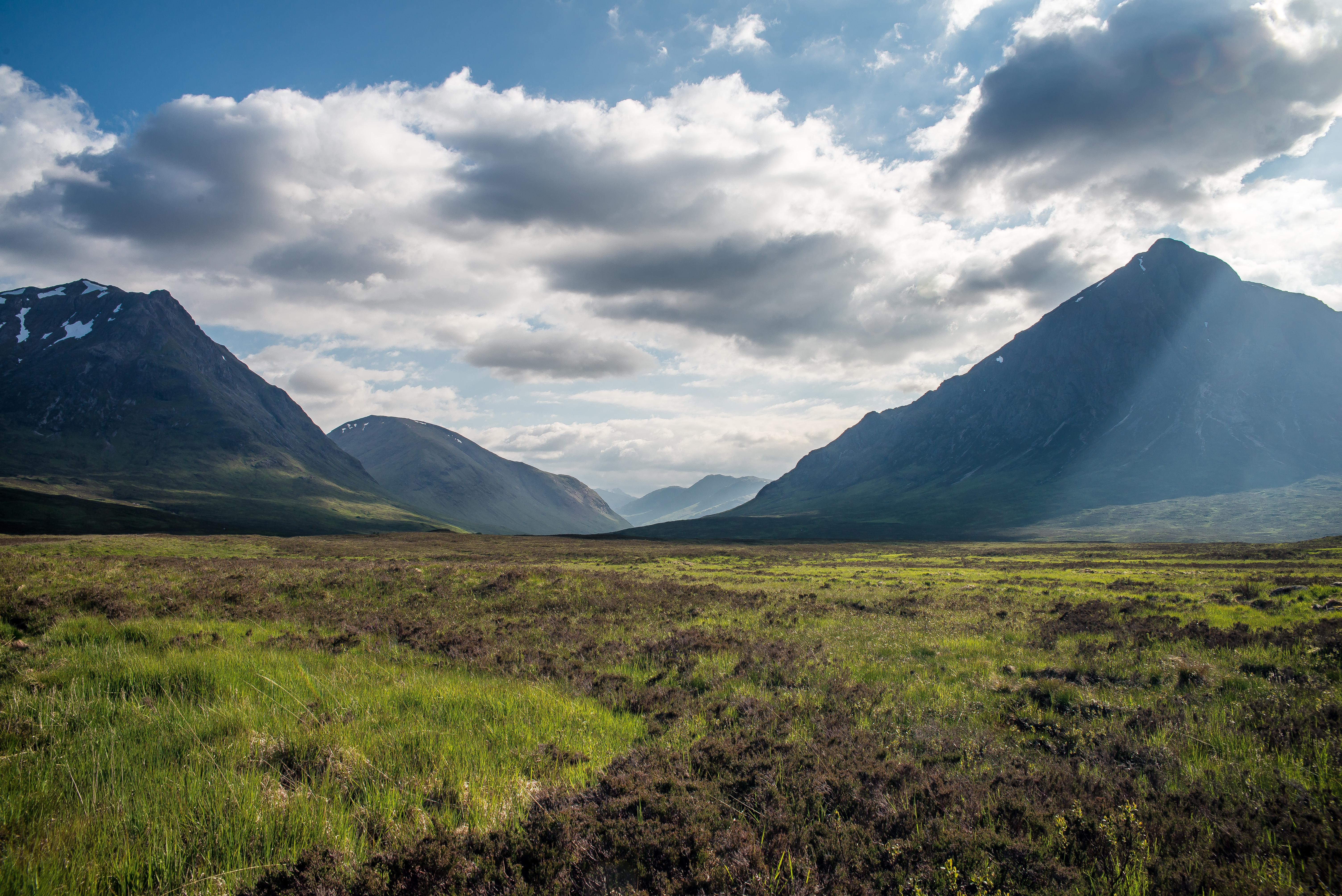
Blick von Norden in den Eingang von Glen Etive, links der Sròn na Creise (nördlichster Vorgipfel des Creise), rechts die Nordostwand des Buachaille Etive Mòr

In der Bergkette der Black Mount, die sich am Westrand von Rannoch Moor nördlich und westlich von Loch Tulla und östlich von Glen Etive etwa in Süd-Ost-Richtung erstreckt, ist der Creise die zweithöchste Erhebung und einer von vier Munros. Der Creise ist ein in Nord-Süd-Richtung langgestrecktes Massiv, das mehrere Gipfel aufweist. Im Norden erhebt er sich markant mit den Felswänden des vorgelagerten Sròn na Creise und des darüber aufragenden 996 Meter hohen Stob a’ Ghlais Choire über dem Nordende von Glen Etive. Zu beiden Seiten fällt der Berg in diesem Bereich mit steilen, felsdurchsetzten Hängen ab. Nach Süden verläuft der schmale Grat bis zum Hauptgipfel, der vergleichsweise unauffällig ist. Wie die anderen Gipfel ist er mit einem Cairn markiert. Nach Süden schließt sich der breiter werdende Grat zum früheren Hauptgipfel Clach Leathad an. Etwa auf halbe Strecke zwischen diesen beiden Gipfeln zweigt nach Osten ein Grat zum Verbindungssattel ab, der das Massiv des Creise mit dem östlich benachbarten und im Norden durch das tief eingeschnittene Cam Ghleann getrennten und 1108 Meter hohen Meall a’ Bhùiridh verbindet. Nordwestlich benachbart und durch das Glen Etive getrennt liegt der 1021 Meter hohe Buachaille Etive Mòr, der den Eingang zum Glen Coe und zugleich zum Glen Etive beherrscht.
Für Bergsteiger gibt es mehrere Möglichkeiten des Aufstiegs. Viele Munro-Bagger verbinden die Besteigung mit der des Meall a’ Bhùiridh, teils auch unter Nutzung des Sessellifts, der das Skigebiet an den Nordhängen des Meall a’ Bhùiridh erschließt. Vom Gipfel des Meall a’ Bhùiridh führt der Zustieg dann über den Verbindungssattel südlich der beiden Hauptgipfel. Andere Zustiegsmöglichkeiten bestehen vom Glen Etive aus Richtung Westen. Klettertechnisch anspruchsvoller ist der direkte Anstieg von Norden über den felsdurchsetzten und steilen Grat zum Sròn na Creise und weiter über den Stob a’ Ghlais Choire zum Gipfelgrat. Als Tagestour sehr anspruchsvoll ist eine Traverse über alle vier Munros der Black Mount, beginnend mit dem Zustieg von Victoria Bridge am Ostende von Loch Tulla zum 945 Meter hohen Stob a’ Choire Odhair im Süden der Black Mount.